# آزمون پرات
آزمون پرات (انگلیسی: Pratt Test) یک روش ساده بالینی برای بررسی ترومبوز سیاهرگی عمقی در پای انسان است. آزمون پرات شامل خوابیدن بیمار به پشت با پای خم‌شده در زانو، گرفتن ساق پا با هر دو دست و فشار دادن سیاهرگ پشت‌زانویی در ساق پا است. اگر بیمار احساس درد کند، نشانه وجود ترومبوز ورید عمقی است.